# 黃網紋尖鼻魨
黃網紋尖鼻魨為輻鰭魚綱魨形目四齒魨亞目四齒魨科的其中一種，為熱帶海水魚，分布於太平洋東加海脊，棲息深度98-111公尺，棲息在底層水域，生活習性不明。